# Göran Lindblom
Göran Lindblom, född 4 mars 1956 i Mobacken, Skellefteå, är en svensk hockeykonsulent, ishockeytränare och före detta ishockeyspelare. 
Göran Lindblom är steg-4 utbildad inom ishockey och har fungerat som distriktskonsulent i Västerbotten. Han är ungdoms- och seniortänare, TV-pucksansvarig. Som seniortränare har han bland annat tränat Malå Hockey och Clemensnäs HC. Han har arbetat som hockeykonsulent åt Svenska ishockeyförbundet sedan 2000.
Som aktiv hockeyspelare var Göran Linbloms position på plan back, han har spelat totalt 15 säsonger i Skellefteå AIK, med ett SM-guld 1978 som bästa resultat. Han erhöll pris för flest passningspoäng, assists, 1979 i Elitserien samt flest poäng, mål- och passningspoäng, av en back 1978, 1979, 1981. 
Internationellt spelade han 157 landskamper, varav 105 i A-, 8 i B- och 44 i J-landslaget. Han var med och erövrade silvermedaljer i VM 1981 samt bronsmedaljer i OS 1984.

## Klubbar
- Skellefteå AIK 1972-1988 Division 1/Elitserien
- Malå IF 1972-1988 Division 2

## Meriter
- SM-guld 1978
- Flest assists Elitserien 1979
- Flest poäng av back i Elitserien 1978, 1979, 1981
- VM-silver 1981
- EM-silver 1981
- OS-brons 1984
- EM-brons 1982, 1978
- Stora Grabbars Märke 113